# Lindsey Haun
Lindsey Haun est une actrice, réalisatrice et scénariste américaine, née le 21 novembre 1984 à Los Angeles en Californie.

## Biographie

### Carrière
Lindsey Haun a commencé quand elle avait trois ans, dans une publicité pour des pizzas. Sa première apparition télévisée a été dans un épisode de Anything But Love, et son premier rôle cinématographique notable est celui de Mara en 1995 dans Le Village des damnés.
Elle a également joué pour Disney Channel, La couleur de l'amitié (en), qui était basée sur une histoire vraie. Elle a ensuite paru dans un film de télévision basé sur le livre coécrit par Britney Spears.
En 2006, elle a joué dans le film Broken Bridges (en) avec Toby Keith, et a également été signé sur son label, Dog Show Nashville. Elle est également présentée sur la bande originale du film.
En 2009 elle rejoint le casting de la série True Blood, pour y jouer le rôle de Hadley Hale, la cousine de Sookie et Jason.

### Vie privée
Elle est la fille de Jimmy Haun (en), un artiste-interprète et guitariste et la petite-fille du chanteur Rouvaun (en) (Jim Haun).
Sa mère était une chorégraphe.

## Filmographie
Sauf indication contraire, les informations mentionnées dans cette section peuvent être confirmées par la base de données cinématographiques IMDb,  présente dans la section « Liens externes ».

### Cinéma

#### Courts métrages
- 2013 : Ordained de Orlee-Rose Strauss : Nancy
- 2013 : A Perfect Day for a Bananafish de Nick Risher : Muriel
- 2014 : Hanky Panky de Lindsey Haun : Rebecca (voix)
- 2015 : Mansions on the Moon: Heart of the Moment de Choz Belen et Steve Nguyen : Zee
- 2015 : Reset de Arun K. Vir : Stéphanie
- 2015 : Exquisite Corpse I de Lindsey Haun : ?
- 2016 : Exquisite Corps II de Lindsey Haun : ?
- 2017 : Meat Cute de Ashley Holliday Tavares : Alice

#### Longs métrages
- 1987 : Hanky Panky de Lindsey Haun et Nick Roth : Rebecca
- 1995 : Le Village des damnés (Village of the Damned) de John Carpenter : Mara Chaffee
- 2006 : Broken Bridges (en) de Steven Goldmann (en) : Dixie Deetan
- 2007 : Shrooms de Paddy Breathnach : Tara
- 2008 : Roméo et Juliette (en) (Rome & Jewel) de Charles T. Kanganis : Juliette
- 2011 : The Life Zone de Rod Weber : Staci Horowitz
- 2011 : The Truth About Angels de Lichelli Lazar-Lea : Kate
- 2013 : House of Last Things (en) de Michael Bartlett : Kelly
- 2017 : High & Outside: A Baseball Noir de Evald Johnson : Heather
- 2018 : 6 Balloons de Marja-Lewis Ryan : Meditation Podcast (voix)

### Télévision

#### Séries télévisées
- 1991 : Anything but Love (en) : ? (saison 3, épisode 8)
- 1992 : Camp Wilder (en) : Lindsey (saison 1, épisode 6)
- 1994 : Diagnostic : Meurtre (Diagnosis Murder) : la petite fille (saison 1, épisode 15)
- 1994 :  Melrose Place : Alisson jeune (saison 2, épisode 26 et 31)
- 1996 : Troisième planète après le Soleil (3rd Rock from the Sun) : Lisa (saison 1, épisode 6)
- 1995-1997 : Star Trek: Voyager : Béatrice Burleigh / Belle (3 épisodes)
- 1997-1998 : The Tom Show (en) : Amber (saison 1, épisode 2 et 17)
- 2001 : La Double Vie d'Eddie McDowd (100 Deeds for Eddie McDowd) : Shelby (saison 2, épisode 3)
- 2002 : Philly : Kelly Sarno (saison 1, épisode 17)
- 2002 : Malcolm (Malcolm in the Middle) : Kristen (saison 3, épisode 18)
- 2005 : Center of the Universe (en) (Center of the Universe) : Megan (saison 1, épisode 13)
- 2005 :  Alias : Miranda (saison 5, épisode 1)
- 2006 :  Sept à la maison (7th Heaven) : Maggie Hamilton (saison 10, épisode 14)
- 2007 : FBI : Portés disparus (Without a Trace) : Zoe Fuller (saison 6, épisode 10)
- 2008 : Esprits criminels (Criminal Minds) : Jordan Norris (saison 3, épisode 16)
- 2008 : Cold Case : Affaires classées : Julie Reed (saison 6, épisode 4)
- 2009-2012 :  True Blood : Hadley Hale (7 épisodes)
- 2014 : Graceland : Romona (saison 2, épisode 4 et 5)
- 2015 : Such a Small World : Liss (15 épisodes)

#### Téléfilms
- 1993 : La Véritable Histoire de Cathy Mahone (Desperate Rescue: The Cathy Mahone Story) de Richard A. Colla : Lauren Mahone
- 1994 : Deep Red (en) de Craig R. Baxley : Gracie Rickman
- 1994 : Les enfants de la nuit (Children of the Dark) de Michael Switzer : Jamie Harrison
- 1994 : Jack Reed, le bras de la justice (Jack Reed: A Search for Justice) de Brian Dennehy : Laura
- 1997 : Get to the Heart: The Barbara Mandrell Story (en) de Jerry London : Barbara
- 1998 : La Famille Addams : Les Retrouvailles (Addams Family Reunion) de Dave Payne : Jenny Adams
- 2000 : La couleur de l'amitié (en) (The Color of Friendship) de Kevin Hooks : Mahree Bok
- 2004 : Un rêve à l'épreuve (Brave New Girl) de Bobby Roth : Holly Lovell